# Cissus flaviflora
Cissus flaviflora là một loài thực vật hai lá mầm trong họ Nho. Loài này được Sprague miêu tả khoa học đầu tiên năm 1916.